# Stolpe (Mecklenburg)
Stolpe ist eine Gemeinde im Landkreis Ludwigslust-Parchim in Mecklenburg-Vorpommern (Deutschland). Sie wird vom Amt Parchimer Umland mit Sitz in Parchim verwaltet.

## Geografie und Verkehr
Die Gemeinde liegt 14 Kilometer südlich von Parchim am nördlichen Ausläufer der Ruhner Berge. Ein Großteil des Gemeindegebietes ist bewaldet, so existieren im Westteil das Stolper Holz, im Süden die Vierbergstannen und im Osten die Stolper Tannen. Höchster Punkt im Gemeindegebiet ist der Tobiasberg mit 105 m ü. NHN.
Die Bundesstraße 191 verläuft etwa sechs Kilometer nördlich der Gemeinde. Die Bundesautobahn 24 führt direkt durch das Gemeindegebiet, besitzt hier eine Autobahnraststätte und ist über die Anschlussstellen Neustadt-Glewe (10 km) oder Parchim (6 km) erreichbar.
Ortsteile der Gemeinde sind Barkow, Granzin und Stolpe.

## Geschichte
Stolpe wurde im Jahr 1274 als villa Stolp urkundlich erwähnt. Der Ortsname leitet sich vom altslawischen Wort stlŭpŭ für Säule oder „Fischständer im Fluss“ ab, einer Vorrichtung zum Fischfang.
Am 1. Juli 1950 wurden die bis dahin eigenständigen Gemeinden Barkow und Granzin eingegliedert.

## Politik

### Gemeindevertretung und Bürgermeister
Der Gemeinderat besteht (inkl. Bürgermeister) aus 6 Mitgliedern. Die Wahl zum Gemeinderat am 26. Mai 2019 hatte folgende Ergebnisse:
| Partei/Bewerber                                 | Prozent | Sitze |
| ----------------------------------------------- | ------- | ----- |
| Wählergemeinschaft Freiwillige Feuerwehr Stolpe | 60,57   | 4     |
| Wählergemeinschaft SV Blau-Weiß 50 Stolpe e. V. | 19,71   | 1     |
| Einzelbewerber Quilitzsch                       | 10,04   | 1     |

Bürgermeister der Gemeinde ist Volker Hecht, er wurde mit 83,59 % der Stimmen gewählt.

### Wappen
| Wappen von Stolpe | Blasonierung: „In Rot zwei schräg gekreuzte goldene Ähren mit je neun schwarzen Grannen; begleitet beiderseits und unten von einem sechsspeichigen goldenen Rad.“ |
| Wappen von Stolpe | Wappenbegründung: In dem Wappen symbolisieren die Ähren den traditionellen Haupterwerbszweig der Einwohner, die Landwirtschaft, insbesondere den Getreideanbau. Mit den Rädern soll zum einen auf die an der Autobahn gelegene Raststätte hingewiesen werden, zum anderen von der Anzahl her auf die drei Ortsteile. Das Wappen und die Flagge wurde von dem Schweriner Heraldiker Heinz Kippnick gestaltet. Es wurde zusammen mit der Flagge am 25. November 1999 durch das Ministerium des Innern genehmigt und unter der Nr. 199 der Wappenrolle des Landes Mecklenburg-Vorpommern registriert. |

### Flagge
Die Flagge ist quer zur Längsachse des Flaggentuchs von Rot, Gelb und Rot gestreift. Die roten Streifen nehmen je ein Viertel, der gelbe Streifen nimmt die Hälfte der Länge des Flaggentuchs ein. In der Mitte des gelben Streifens liegt das Gemeindewappen, das zwei Drittel der Höhe des Flaggentuchs einnimmt. Die Höhe des Flaggentuchs verhält sich zur Länge wie 3:5.

### Dienstsiegel
Das Dienstsiegel zeigt das Gemeindewappen mit der Umschrift „• GEMEINDE STOLPE • LANDKREIS LUDWIGSLUST-PARCHIM“.

## Sehenswürdigkeiten

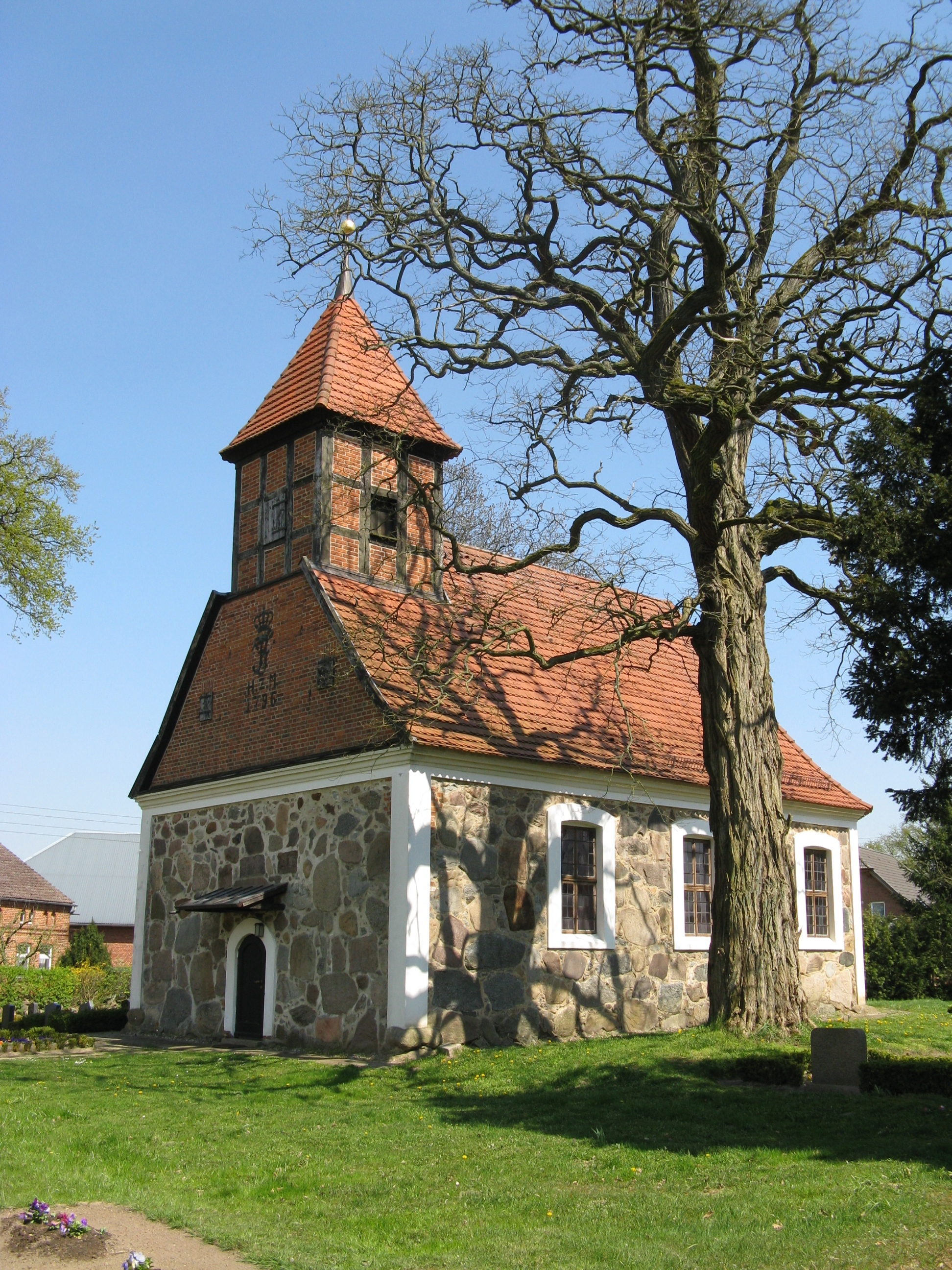
Dorfkirche in Stolpe

- Häuslerei in Stolpe
- Kirche in Stolpe
- Forsthof in Stolpe
- Gutshaus in Granzin